# Ieder(in)
Ieder(in) is een Nederlandse koepelorganisatie die zich inzet voor de collectieve belangen van mensen met een lichamelijke of verstandelijke beperking en/of chronische ziekte. De organisatie vertegenwoordigt ongeveer 240 lidorganisaties, variërend van patiëntenverenigingen tot belangenorganisaties voor mensen met een handicap.
Ieder(in) is in 2014 ontstaan uit een fusie tussen de Chronisch zieken en Gehandicapten Raad (CG-Raad) en het Platform Verstandelijk Gehandicapten (Platform VG). Ieder(in) is actief in heel Nederland en werkt samen met onder andere de overheid, gemeenten en maatschappelijke partners.

## Doel
Ieder(in) heeft ten doel de collectieve belangen van de aangesloten leden (organisaties) te behartigen. Daarbij richt de organisatie zich op het VN-verdrag inzake de rechten van personen met een handicap. Dat verdrag stelt dat zelfbeschikking en meedoen een mensenrecht is. Omdat dit impliciet ook voor gehandicapten geldt, baseert Ieder(in) zich hierop.
Naast de bovengenoemde belangenbehartiging voor de leden is de website van Ieder(in) een vraagbaak voor particulieren. Een belangrijk element daarin is het Nationale Zorgnummer. Ieder(in) verzorgde tot 2019 tevens het Juridisch Steunpunt, maar moest dit stopzetten omdat dit geen onderdeel was van de subsidie.

## VN-verdrag inzake de rechten van personen met een handicap

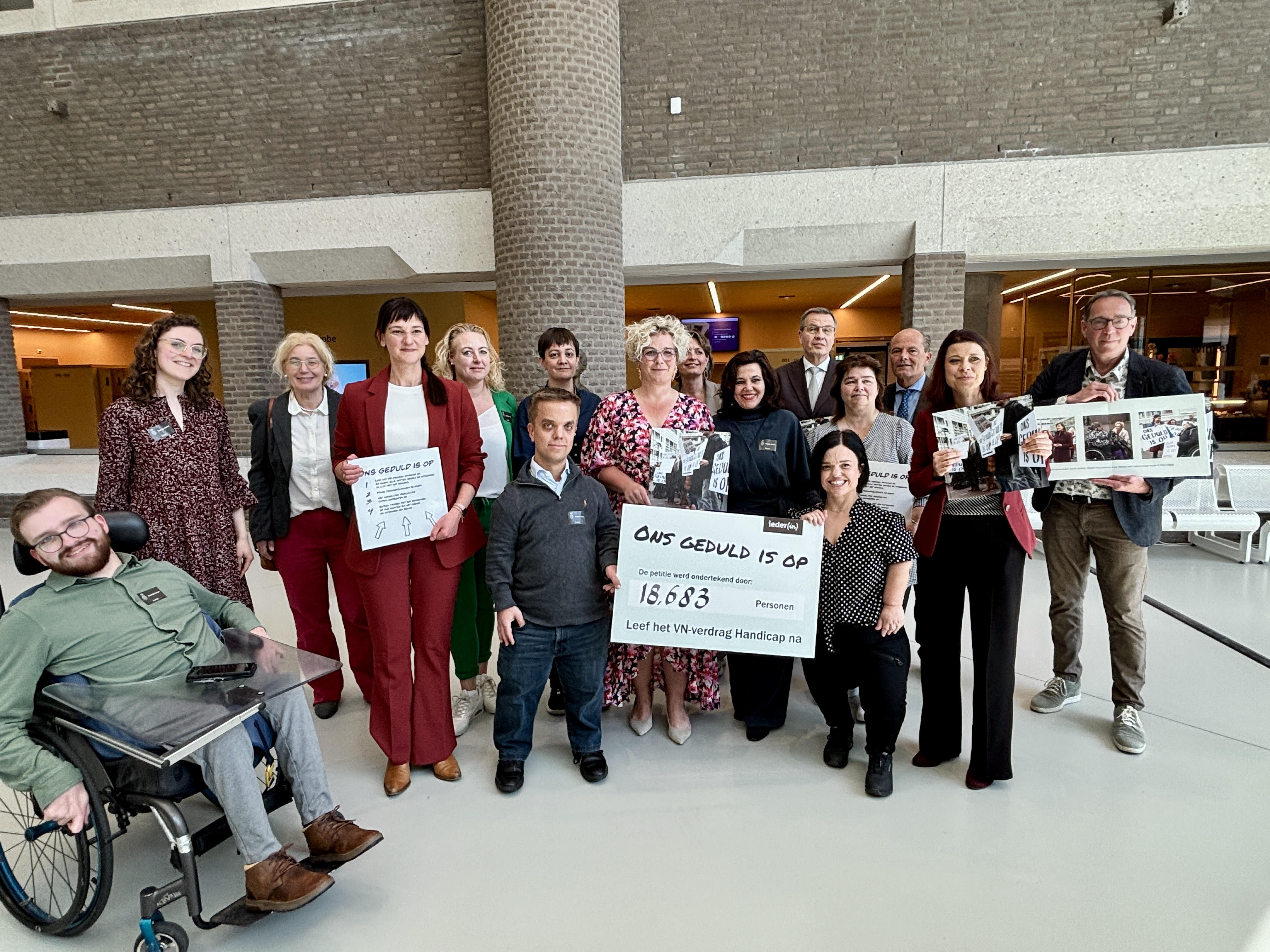
Onder leiding van Ieder(in) staat een groep mensen in de statenpassage, samen met leden van de Tweede Kamer. Ze houden een bord met een petitie voor het VN-verdrag inzake de rechten van personen met een handicap vast.

Een belangrijk uitgangspunt van Ieder(in) is het VN-verdrag inzake de rechten van personen met een handicap (vaak ingekort tot 'VN-verdrag Handicap'). Dit verdrag is in 2006 aangenomen door de Verenigde Naties en werd door Nederland in 2016 geratificeerd. Het verdrag erkent dat mensen met een beperking dezelfde mensenrechten hebben als ieder ander, met bijzondere nadruk op gelijkheid, toegankelijkheid, inclusie en zelfbeschikking.
Ieder(in) speelt een actieve rol in de implementatie van het VN-verdrag in Nederland. De organisatie is lid van de Alliantie VN-verdrag, een samenwerkingsverband van belangenorganisaties dat zich inzet voor naleving van het verdrag. Samen met onder andere de rijksoverheid, gemeenten, ondernemers en werkgevers zet Ieder(in) zich in voor een inclusieve samenleving waarin mensen met een beperking volwaardig kunnen deelnemen.
Belangrijke thema’s waarin Ieder(in) het VN-verdrag vertaalt naar actiepunten zijn onder meer:
- Toegankelijkheid van de openbare ruimte en digitale dienstverlening
- Inclusief onderwijs
- Toegang tot passende zorg en ondersteuning
- Zelfstandig wonen
- Inclusieve arbeidsmarkt

### VN-audit en feedback aan Nederland
In augustus 2024 heeft Nederland zich voor het eerst verantwoord tegenover het VN-Comité voor de Rechten van Personen met een Handicap over de uitvoering van het VN-verdrag Handicap. Het Comité publiceerde op 11 september 2024 zijn concluding observations, waarin zorgen en aanbevelingen werden geuit over de voortgang en uitvoering van het verdrag in Nederland.

#### Aanbevelingen van het VN-Comité
Aanbevelingen van het VN-comité waren onder andere:
- Structurele betrokkenheid van mensen met een beperking: Het Comité benadrukt de noodzaak om mensen met een beperking structureel te betrekken bij alle beleids- en wetgevingsprocessen.
- Gelijke uitvoering tussen gemeenten: Er wordt opgeroepen om ongelijkheid tussen gemeenten weg te nemen bij de uitvoering van het verdrag en om te zorgen voor nationale normen en richtlijnen.[11][12]
- Openbare toegankelijkheid, toegankelijkheid van onderwijs, openbaar vervoer en arbeidsmarkt: Het Comité adviseert om voortvarend te werken aan het toegankelijk maken van deze sectoren voor mensen met een beperking.
- Toepassing in Caribisch Nederland: Het Comité roept op om het verdrag ook toe te passen in Caribisch Nederland.

## Leden, achterban en maatschappelijke invloed

### Leden en achterban
De achterban van Ieder(in) bestaat uit ruim 240 aangesloten organisaties. Deze lidorganisaties vertegenwoordigen uiteenlopende doelgroepen, zoals mensen met een lichamelijke beperking, een verstandelijke beperking, autisme, niet-aangeboren hersenletsel, chronische ziekten, zeldzame aandoeningen of psychiatrische problematiek. Deze diversiteit maakt Ieder(in) tot een brede vertegenwoordiger van mensen met een beperking of chronische ziekte in Nederland.
De leden zijn vaak zelf ook actief in belangenbehartiging, op lokaal, regionaal of landelijk niveau. Ieder(in) ondersteunt deze organisaties onder meer met kennisdeling, lobbystrategieën en het versterken van de positie van cliënten in het sociaal domein.
Voorbeelden van aangesloten organisaties zijn:
- Wij Staan Op!
- Stichting Bartiméus
- Stichting Bio Kinderrevalidatie
- De Zonnebloem
- Nederlandse Stichting voor het Gehandicapte Kind
- Nederlandse Stichting voor het Dove en Slechthorende Kind
- Vereniging Spierziekten Nederland
- Belangenvereniging van Kleine Mensen (BVKM)
- Nederlandse Vereniging voor Autisme (NVA)
- MIND

### Politieke lobby en belangenbehartiging
Een kernactiviteit van Ieder(in) is het voeren van politieke lobby. De organisatie onderhoudt structurele contacten met:
- Het ministerie van Volksgezondheid, Welzijn en Sport (VWS)
- Het ministerie van Sociale Zaken en Werkgelegenheid (SZW)
- Politieke partijen in de Tweede Kamer
- Vereniging van Nederlandse Gemeenten (VNG)
- Zorgverzekeraars, zorgkantoren en andere uitvoeringsinstanties

De lobby richt zich onder andere op wetgeving zoals de Wet maatschappelijke ondersteuning (Wmo), de Participatiewet, de Jeugdwet, en de Wet langdurige zorg (Wlz). Ook op het gebied van inkomensondersteuning en arbeidsparticipatie voert Ieder(in) actief overleg met beleidsmakers.
De organisatie pleit voor beleid dat uitgaat van gelijkwaardigheid, keuzevrijheid, toegankelijke voorzieningen en voldoende ondersteuning op maat. In de lobby wordt ook nadruk gelegd op het perspectief van ervaringsdeskundigen.

### Samenwerking en maatschappelijke partners
Ieder(in) werkt samen met tal van andere maatschappelijke organisaties, waaronder MantelzorgNL, Patiëntenfederatie Nederland, en de Landelijke Cliëntenraad. Samen proberen zij het perspectief van mensen met een beperking te integreren in maatschappelijke en politieke besluitvorming. De samenwerking met gemeenten wordt ondersteund via regionale netwerken en lokale cliëntenraden.

## Directie en bestuur

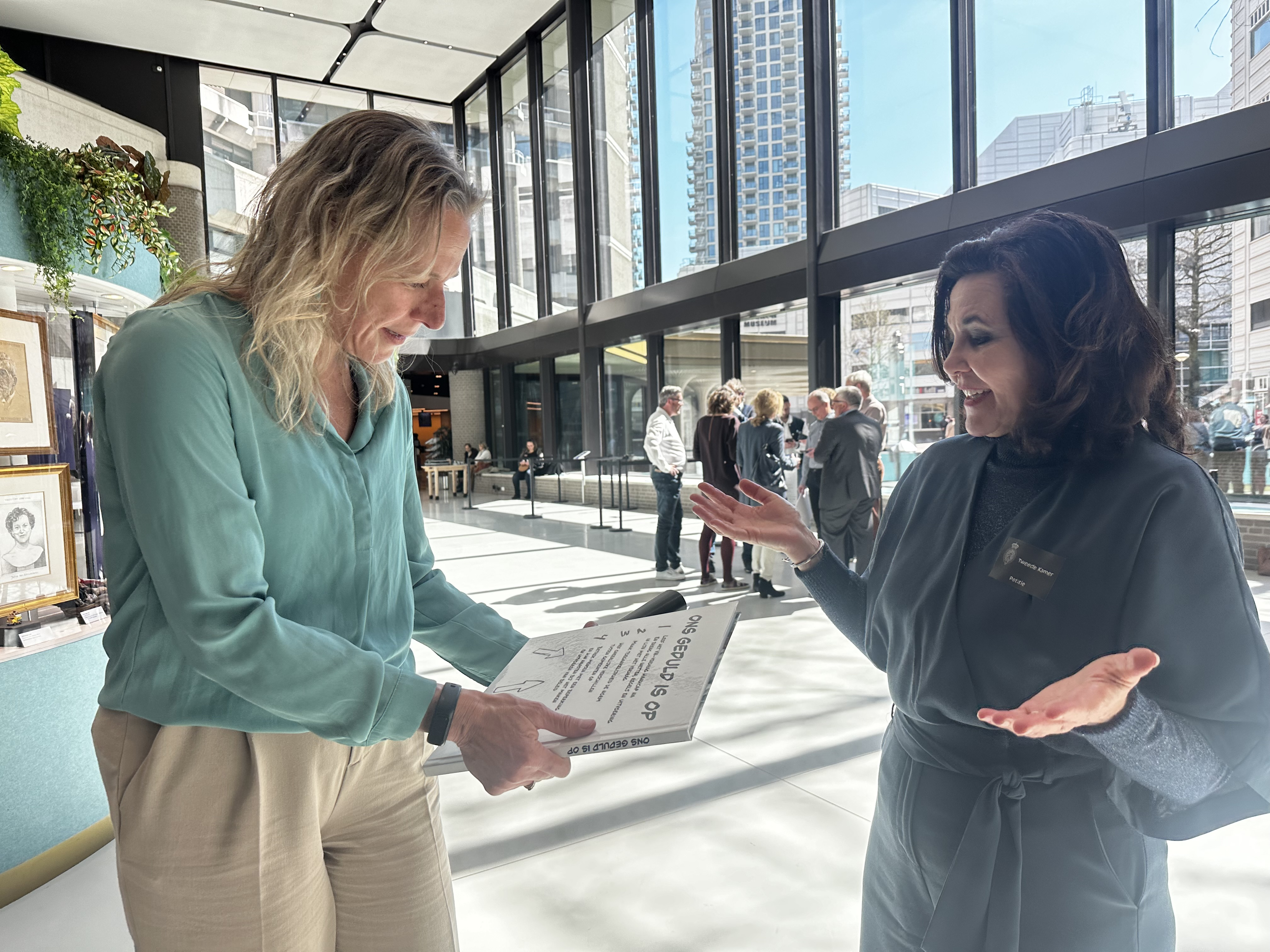
Wytske Postma en Deborah Lauria in gesprek in de Statenpassage van de Tweede Kamer. (2025)

De huidige directeur van Ieder(in) is Deborah Lauria, die in 2025 de functie overnam van Illya Soffer. Lauria brengt ruime ervaring mee uit de wereld van belangenbehartiging en beleidsontwikkeling binnen het sociaal domein. Onder haar leiding zet Ieder(in) de koers voort richting een inclusieve samenleving, met nadruk op de implementatie van het VN-verdrag en versterking van de positie van mensen met een beperking of chronische aandoening.
Illya Soffer stond vanaf de oprichting in 2014 ruim tien jaar aan het roer van de organisatie. In die periode groeide Ieder(in) uit tot een invloedrijke stem in het maatschappelijke debat over inclusie en gelijkwaardigheid. Soffer werd geroemd om haar verbindende rol tussen overheid, beleid en de ervaringsdeskundige achterban.
Het toezichthoudend bestuur van Ieder(in) bestaat uit vertegenwoordigers uit het maatschappelijk middenveld, ledenorganisaties en experts op het gebied van zorg, participatie en mensenrechten. Het bestuur houdt toezicht op het beleid en ondersteunt de strategische koers van de organisatie.